# Góry Skierdowskie
Góry Skierdowskie – osiedle w północno-wschodniej części Warszawy, w dzielnicy Białołęka.

## Opis
Osiedle położone jest na wschód od ulicy Modlińskiej, przy granicy Warszawy. Leży w rejonie piaszczystych wydm – „gór”, od których wzięło swą nazwę, między ul. Modlińską i Skierdowską (prowadzącą w stronę miejscowości Skierdy). Graniczy z osiedlami: Choszczówka, Dąbrówka Szlachecka oraz Buchnik i Buków. Osiedle jest bardzo małe, jest to dawna podwarszawska wieś. W Miejskim Systemie Informacji Góry Skierdowskie przyporządkowano do obszaru Choszczówka. 
Jeszcze w pierwszej połowie XX w. Góry Skierdowskie były podwarszawską wsią leżącą przy trasie wylotowej z Warszawy. W 1951 r. zostały włączone do Warszawy wraz z innymi sąsiadującymi wsiami.